# آندروس مرکزی

آندروس مرکزی (به لاتین: Central Andros)  یک شهرستان در باهاما است که در جزیره آندروس واقع شده‌است.